# Plešivica (Jasztrebarszka)
Plešivica falu Horvátországban Zágráb megyében. Közigazgatásilag Jasztrebarszkához tartozik.

## Fekvése
Zágrábtól 27 km-re délnyugatra, községközpontjától 6 km-re északra fekszik.

## Története
A települést még birtokként 1283-ban említik először "terra Plesiuicha" alakban abban az oklevélben, melyben az okicsi uradalmat Lipovec várával együtt birtokosai Babonics Radoszlávnak adják el. A település eredetileg valószínűleg a podgorjei várispánsághoz tartozott. Plébániáját 1334-ben említi először Ivan goricai főesperes a zágrábi káptalan statútumában. A plébániatemplom eredetileg Prilipje területén a Hrvoj család udvarháza alatt állt. A mai templomot egy régi gótikus kápolna helyén építették fel a 18. század közepén.
A falunak 1857-ben 125, 1910-ben 201 lakosa volt. Trianon előtt Zágráb vármegye Jaskai járásához tartozott. 2001-ben 312 lakosa volt.

## Lakosság
| Lakosság változása | Lakosság változása | Lakosság változása | Lakosság változása | Lakosság változása | Lakosság változása | Lakosság változása | Lakosság változása | Lakosság változása | Lakosság változása | Lakosság változása | Lakosság változása | Lakosság változása | Lakosság változása | Lakosság változása |
| ------------------ | ------------------ | ------------------ | ------------------ | ------------------ | ------------------ | ------------------ | ------------------ | ------------------ | ------------------ | ------------------ | ------------------ | ------------------ | ------------------ | ------------------ |
| 1857               | 1869               | 1880               | 1890               | 1900               | 1910               | 1921               | 1931               | 1948               | 1953               | 1961               | 1971               | 1981               | 1991               | 2001               |
| 125                | 164                | 171                | 195                | 188                | 201                | 211                | 277                | 287                | 346                | 325                | 326                | 316                | 299                | 312                |

## Nevezetességei
- Szent György tiszteletére szentelt plébániatemploma[3] a 18. század közepére épült fel. A 19. században megújították, órás harangtornya 1847-ben épült hozzá. 1864-ben építették a kórust és ekkor készült el az orgona is Ferdinand Malahov ljubljanai orgonaépítő mester műhelyében. A Szent György főoltár 1791-ben készült. Az oltárképet négy szent, valamint az Atya szobra veszi körül. A mellék kápolnában található a Lorettói Szűzanya 1760 körül készített késő barokk oltára. A fekete Madonna szobrát az 1820 körül lebontott Lorettói kápolnából hozták át ide. A szentély boltozatán Mária életének részletei és a négy evangélista alakja valószínűleg 1888-ban készültek. Különösen értékes műkincse Ivan Hrvoj és Eva Drefell 1680 körül készített epitáfja, melyen mindketten népviseletben láthatók. A szószék 1767-ből származik, a hazai pálos művészek köréhez tartozó munka.

- Xavéri Szent Ferenc kápolnája[4] a 17. században épült még kis fakápolnaként, melyet 1680 táján fallal építettek körül és a kor szokása szerint a falak elkészültekor a fakápolnát lebontották. A mai kápolnát 1752 és 1757 között építették. A harangtornyot 1822-ben építették hozzá, majd 1847-ben az egész kápolnát megújították. Centrális épület, négyzet alakú hajóval és három, félkör alakú apszissal, amely ritka háromkaréjos alaprajzot eredményez. A szentély mellett található a sekrestye téglalap alakú bejárattal. Különlegessége a harangtorony melletti homorú homlokzat. A szentély központi tere boltozatos, a félköríves apszis félkupolával van befedve. A templomot építészeti értéke berendezése (oltárok, szószék, orgona) teszi jelentőssé. Három barokk oltára van. A kápolna a jaskai barokk építészet egyik gyöngyszeme, eredeti művészeti alkotásai máig fennmaradtak.

- A plébánia építése a plébániatemplommal együtt kezdődött a 17. század végén. Mai formáját a 19. század első felében történt átépítés során nyerte el.

- A falu legrégibb lakóháza a Kertalj család tulajdona. Legrégibb része még a 17. század végén épült, más részei a 19. század első felében épültek fel klasszicista stílusban a városi polgári lakóépületek mintájára.